# Diecéze Dura
Diecéze durenská je titulární diecéze římskokatolické církve na území Tuniska.

## Historie
Dura byla antická diecéze na území římské provincie Byzacena. Je znám jediný její biskup, Quodvultdeus, zmíněný v roce 484, který pak zemřel v exilu. Dnes je titulárním biskupstvím.

## Seznam titulárních biskupů
- Nicolaus de Agauri
- František Antonín von Losenstein (27. listopadu 1690 – 17. června 1692)
- Gabriele Genghi (1798–?)
- Francisco de São Luiz (Manoel Justiniano) Saraiva, O.S.B. (1824–1843)
- René-Fernand-Bernardin Collin, O.F.M. (1949–1958)
- Knut Ansgar Nelson, O.S.B. (1962–1990)
- Rafal Wladyslaw Kiernicki, O.F.M.Conv. (1991–1995)
- Aloysius Paul D'Souza (1996–1996)
- Anthony Giroux Meagher (1997–2002)
- Rafael Martínez Sáinz (2002– 2016)
- Allwyn D'Silva, od 2016